# Ella Balaert
Ella Balaert, née à Avranches, est une romancière, nouvelliste, dramaturge française contemporaine.

## Biographie
Après avoir passé son enfance en Normandie, Ella Balaert étudie à Paris puis intègre l’École Normale Supérieure de Fontenay-aux-Roses et passe l'Agrégation de Lettres. Elle exerce ensuite différents métiers (communication, enseignement, rédactionnel institutionnel) avant de se consacrer entièrement à l'écriture. Elle anime régulièrement des ateliers d'écriture. Elle est responsable à Paris III Sorbonne Nouvelle d'un Atelier d'écriture créative ainsi que d'un Cours sur les Biographies à destination d'écrivains publics.
Elle a publié des romans, recueils de nouvelles, poèmes, livres jeunesse, du théâtre et des articles de critique littéraire ou universitaire.
Elle a fait partie du comité de rédaction de la revue Cargo entre 1990 et 1992, aux côtés de Raymond Bozier et Catherine Cazalé
Elle est administratrice de la SGDL depuis 2020 (Secrétaire générale adjointe).

## Œuvres

### Romans
- 2022 : Le contrat, Éditions des femmes  (EAN 9782721009364)
- 2018 : Petit bouton de nacre, Cours toujours Éditions, collection La Vie rêvée des choses  (ISBN 978-2954636283)
- 2018 : Prenez soin d’elle, Éditions des femmes  (ISBN 9782721006806)
- 2016 : Placement libre, Éditions des Femmes  (ISBN 978-2721006592)
- 2012 : George Sand à Nohant : drames et mimodrames, Belin,  (ISBN 978-2-7011-5982-9)[4]
- 2012 : Pseudo, Myriapode  (ISBN 978-2359450170)
- 2010 : Sylvain, Encrage  (ISBN 2911576985)
- 2007 : Canaille blues, Hors Commerce  (ISBN 978-2915286663)
- 2007 : Les biclounes de l’Argilière (co-auteur Roger Wallet), Mons ad Théram  (ISBN 978-2-9529439-0-1)
- 2004 : Mary pirate, Zulma, 2001, réédition chez Zulma-poche  (ISBN 2843042747)

### Recueils de nouvelles
- 2020 : Poissons rouges et autres bêtes aussi féroces, Éditions des femmes,  (ISBN 9782721007230)
- 2002 : Dernier cri, de Surtis,  (ISBN 2-84672-021-5)
- 1997 : Sir Thomson, Le Chardon Bleu,  (ISBN 2-86833-212-9)

Ella Balaert a publié une cinquantaine de nouvelles en revues littéraires et participé à de nombreux ouvrages collectifs, parmi lesquels Des nouvelles de l'amitié Éditions Terres de l'Ouest, 2021, Restes d'enfance, édité par l'association Vrac, 2020, Poètes, vos papiers ! Éditions des Femmes 2017, Picardie, Autoportraits, édité par le Centre International Jules Verne...

### Théâtre et textes théâtralisés
- 2017 : L’Échafaudage, Éditions Théâtrales du Grand Sud-Ouest, vol. 33  (ISBN 978-2918880325), pièce créée en mai 2017 par la Compagnie L’âme d’un sot.

Textes théâtralisés :
- 2021 : Des extraits du roman Placement libre entrent dans le spectacle chorégraphié Placement libre du COLLECTIF A/R[7]
- 2013 : Mary pirate, par la Compagnie des Pieds bleus[8]
- 2005 : La lettre déchirée, par le Bibliothéâtre de St Barthélémy d'Anjou

Nouvelles théâtralisées dans le cadre du partenariat Théâtre clin d’œil / Tu connais la Nouvelle :
- 2012, 2013 : Le jeu de clefs, par Olivier Courtemanche[9],
- 2011, 2012 : Ci-gît, par Aline Dubromel,
- 2010 : 7h26, par Aline Dubromel,
- 2005 : La dixième bougie, par Géraldine Godemer,
- 2004 : Chers petits soldats, par Géraldine Godemer, et 2013 par Brigitte Chemin,
- 2003 : Dernier cri, par Krista Fromet,

### Littérature jeunesse
- 2010 : Le pain de la Liberté, Gulf Stream  (ISBN 978-2-35488-059-0)
- 2009 : Les voiles de la Liberté, Gulf Stream  (ISBN 978-2354880316)
- 2007 : Quand on a 17 ans, Rageot, [nouvelle édition en 2013]  (ISBN 9782700245226)
- 2003 : Les passions de Johan, Lito  (ISBN 978-2244458151)
- 2001 : Pianissimo, Violette !, Flammarion  (ISBN 978-2081602823)
- 2001 : Mais qui est donc Marco Polo ?, Bastberg  (ISBN 978-2-91-399063-0)
- 2000 : Bisou du soir, bisou bizarre, Soc et Foc  (ISBN 978-2912360144)
- 1998 : Castagnette, Flammarion  (ISBN 978-2081606210)
- 1997, nouvelle édition 2021 : La lettre déchirée, Flammarion  (ISBN 9782080261670)

### Création web
Depuis 2014, Ella Balaert administre L'e-musée de l'objet, un musée numérique collaboratif conservant la mémoire d'objets intimes et quotidiens (ont notamment contribué les autrices Catherine Benhamou, Muriel Bloch, Marie Causse, Annie Degroote, Catherine École-Boivin, Marie-Florence Ehret, Emmanuelle Favier, Françoise Grard, Françoise Henry, Marilyse Leroux, Gaëlle Pingault, Marie Sellier, Carole Zalberg... et les auteurs Yahia Belaskri, Benoît Broyart, Marc Bruimaud, Stéphane Batigne, Alain Emery, Jean-Paul Galibert, Alain Kewes, Mathias Lair, Eric Sarner, Dominique Sampiero...).
En 2016, elle publie sur son blog des Fictions de rue, une série de courts textes conçus pour le web, inspirés d’œuvres de street art parisiennes.

## Distinctions
- 2021 : Prix Boccace du recueil de nouvelles pour Poissons rouges et autres bêtes aussi féroces[12].
- 2019 et 2020 : Prix ADAN[13] et Prix Soroptimist de Béthune[14], pour Petit bouton de nacre
- 2018 : Prenez soin d’elle dans la sélection du Prix Louis Guilloux[15]
- 2012 : La lettre déchirée entre dans la liste des ouvrages recommandés pour le collège par la DGESCO (ministère de l’Éducation Nationale)
- 2008 : Finaliste du Prix Littéraire Cezam Inter CE[16] pour Canaille Blues.
- 2001 : Prix de Picardie et Prix du Grésivaudan pour Mary Pirate
- 1991 : Premier prix des lecteurs au concours Evry-Nouvelles pour "L'Urne" (revue Nyx), première nouvelle publiée